# (3908) Nyx
(3908) Nyx (1980 PA) – planetoida z grupy Amora okrążająca Słońce w ciągu 2 lat i 248 dni w średniej odległości 1,93 j.a. Została odkryta 6 sierpnia 1980 roku przez Hansa-Emila Schustera.
Średnia temperatura na powierzchni wynosi ~200 K.